# Alfred Frisch
Alfred Frisch (ur. 1872 w Wenden na Łotwie, zm. ?) – łotewski inżynier budowlany. Zbudował szereg budynków przemysłowych i mieszkalnych w Łodzi głównie dla zakładów Karola Scheiblera m.in. elektrownię zakładową w stylu secesji – jedyny taki obiekt w Łodzi i kraju.

## Życiorys
Ukończył Gimnazjum Realne w Rydze, a następnie studiował na Wydziale Inżynieryjnym Politechniki w Rydze w latach 1893-1901. W latach 1901–1904 budował koleje na Łotwie, a następnie pracował w biurze inżyniera miejskiego w Rydze. W latach 1906–1907 uzupełniał wykształcenie na Politechnice w Berlinie-Charlottenburgu. 
W 1907 r. zatrudniło go biuro budowlane Towarzystwa Akcyjnego Karola Scheiblera a od 1908 r. pełnił funkcję kierownika tego biura na miejsce Pawła Rübensahma. W zakładach Scheiblera (później Zjednoczone Zakłady Włókiennicze Karola Scheiblera i Ludwika Grohmana Spółka Akcyjna), pracował do 1921 r. projektował także dla zakładów Ludwika Grohmana, wykonywał również drobne prace dla innych zleceniodawców.

## Zrealizowane obiekty przemysłowe i mieszkalne w Łodzi
- elektrownia fabryczna zakładów Karola Scheiblera przy ul. Emilii (obecnie ul. W. Tymienieckiego) 5/7 (także widoczna od strony ul. Milionowej), zbudowana w latach 1909-1910 – istniejący do dziś budynek łączący nowoczesną żelbetową konstrukcję z secesyjnym wystrojem, detalem, i oknami;
- budynek administracyjny zakładów Ludwika Grohmana przy ul. Tylnej, ok. 1914;
- inne budynki w zakładach K. Scheiblera: stajnie, wozownie, mieszkania, kotłownia, maszynownia, 1910;
- dom mieszkalny jednopiętrowy, 1911;
- dom mieszkalny dwupiętrowy przy ul. Tylnej, 1911;
- magazyn przy ul. Emilii 3/7;
- nadzór nad budową Niemieckiego Gimnazjum Reformowanego przy zbiegu al. T. Kościuszki i ul. L. Zamenhofa, 1909–1913, według projektu Ottona Herrniringa;
- nadzór nad budową 3 domów mieszkalnych, 1909;
- przebudowa sklepu w kamienicy E. Majera przy ul. Piotrkowskiej 29, 1911.